# Borat: Nakoukání do amerycké kultůry na obědnávku slavnoj kazašskoj národu
Borat: Nakoukání do amerycké kultůry na obědnávku slavnoj kazašskoj národu (v originále podobně špatnou angličtinou Borat: Cultural Learnings of America for Make Benefit Glorious Nation of Kazakhstan) je americká filmová komedie, fiktivní dokument, v němž britský komik Sacha Baron Cohen cestuje v roli kazašského reportéra Borata po USA.
Americká premiéra proběhla 3. listopadu 2006, česká 24. listopadu. Film, který měl již předem kultovní status díky popularitě dřívějších Cohenových televizních pořadů, měl velký divácký úspěch a řada recenzí ho označila za nejlepší komedii roku a přelomové dílo. Film se nevyhýbá sexuálním ani rasovým narážkám silného ražení, proto se stal trnem v oku nejen nejvíce „postižených“ Kazachů a Američanů, ale i Židů, Romů, feministek či homosexuálů.

## Obsah
Borat Sagdijev, populární 34letý reportér, se vydává spolu se svým přítelem Azamatem Bagatovem (Ken Davitan) do "nejskvělejší zemi na světě" na příkaz fiktivního ministra informatiky Kazachstánu, aby natočil dokumentární film. Opouští svou matku, svoji ženu Oksanu a ostatní lidi z vesnice. K Boratovi se přidal nejen jeho kamarád a producent Azamat, ale také jeho mazlíček, kuře, Bů-Ká.
V Americe pak Borat vedl rozhovory s místními obyvateli, kteří věří že je cizinec. Když dorazí do New Yorku, uvidí epizodu Pobřežní hlídky a okamžitě se zamiluje do Pamely Anderson. Když později mluví s feministkami (a potichu se směje jejich cílům), naučí se Pamelino jméno a zjistí, že žije v Kalifornii. Boratovi v ten moment dorazí telegram, že jeho žena byla znásilněná a zabita medvědem. Rozhodne se, že pojede do Kalifornie a Pamela se stane jeho ženou. Borat pak skeptickému Azamatovi výlet do Kalifornie ospravedlní tím, že mu namluví, že je Pearl Harbor právě v Kalifornii. Protože má ale Azamat obavy z opakování útoků z 11. září a věří, že je zavinili Židé, nechce letět. Borat se tedy přihlásí do řidičského kurzu a koupí na cestu napříč státy rozpadající se zmrzlinářské auto.
Když Borat zazpívá kazachstánskou hymnu (falešnou) na melodii americké hymny, lidi tím rozzuří, neboť v té písni vychválí Kazachstán a pomluví ostatní asijské země.
Během cesty získá knížku o Pobřežní hlídce a pokračuje v natáčení dokumentu pro domovský Kazachstán, kdy potkává politiky a další osobnosti. Borat s Azamatem přespí u rodiny, pronajímající pokoje hostům, ale jsou ohromeni skutečností, že jejich hostiteli jsou Židé. Obávají se, že by je tito Židé mohli zabít, tak utečou raději pryč. Azamat radí vrátit se do New Yorku, kde žádní podle jeho názoru nejsou, ale Borat se místo toho pokouší koupit zbraň na ochranu před Židy. Neuspěje, protože není americkým občanem. Borat na to odpověděl, že když si nemůže koupit zbraň, sežene si na ochranu medvěda, kterého pojmenuje po své zesnulé ženě.
Později navštíví soukromý jídelní klub na jihu USA, na kterém (neúmyslně) uráží nebo jinak poškodí hosty, odkud ho nakonec vyhodí, protože tam ukazoval Luenell, černošskou prostitutku, na stole a předem se nezeptal, jestli si ji smí pozvat na večeři. Borat se s ní spřátelil a ta se ho zeptala, má-li už nějaký vztah a zda by ji chtěl. Ten ji laskavě odmítl, že už je do někoho zamilován. Borat pak navštívil starožitnictví, kde, ač neúmyslně rozbil plno památek, skla a nádob, než ho provozovatel obchodu vyhodil. Rozbité zboží stálo 425 dolarů a to bylo skoro všechno co Borat měl.
Cesta byla přerušena, když Borat vyšel z koupelny a přistihl Azamata při masturbaci nad obrázkem Pamely Anderson v knížce "Pobřežní hlídka". To Borata rozzuřilo a ze vzteku odhalil svému příteli skutečný motiv jízdy do Kalifornie. Azamat se také rozzuřil, že mu Borat o Kalifornii lhal a situace vyvrcholila nahou rvačkou s homosexuálním podtextem. Nakonec skončili rvoucí se v sále, kde oba od sebe odtrhla přivolaná stráž. V důsledku toho konfliktu opustil Azamat Borata a sebral i jeho pas, všechny peníze a jejich medvěda. Medvědova hlava je později vidět na ledničce v pokoji motelu Azamata.
Borat pokračoval v cestě do Kalifornie sám a potkal členy opilého bratrství: Anthonyho, Justina a Davida z University of South Carolina. Když Borat odpověděl, proč jede do Kalifornie, pustili mu pornografické video s Pamelou. Borat byl otřesen a poté, co opustil studenty, spálil knihu Pobřežní hlídky a omylem spálil i svou zpáteční letenku do Kazachstánu. Jak se teď dostane domů? Dorazil na mši jedné místní křesťanské komunity, kde znovu získal svoji víru, odpustil Azamatovi i Pamele, a vydal se svého přítele hledat. Nakonec ho našel v obleku ve stylu Olivera Hardyho (ale Borat si myslel, že je oblečen jako Adolf Hitler) a usmířili se. Azamat pak Boratovi prozradil, že zjistil, kde Pamela bude.
Borat tedy přišel čelit Pamele Anderson tváří tvář na autogramiádě na Virgin Megastore, kde se ji pokusí požádat o ruku. Pamela se nenechala vyvést z míry "domnělým fanouškem" a odbyla ho, že by to bylo "další potentované manželství". Borat se ji tedy rozhodl po autogramiádě sledovat a unést ji dle "domácí tradice" v pytli, ale nakonec ho zadržela ochranka.
Borat si tedy místo Pamely vzal za ženu Luenell a vrátil se s ní zpět do Kazachstánu, do své rodné vesnice. Film končí pravou kazašskou vlajkou a falešnou hymnou Kazachstánu, ale ne té verze, kterou zpíval Borat v Americe, na melodii její hymny.

## Obsazení

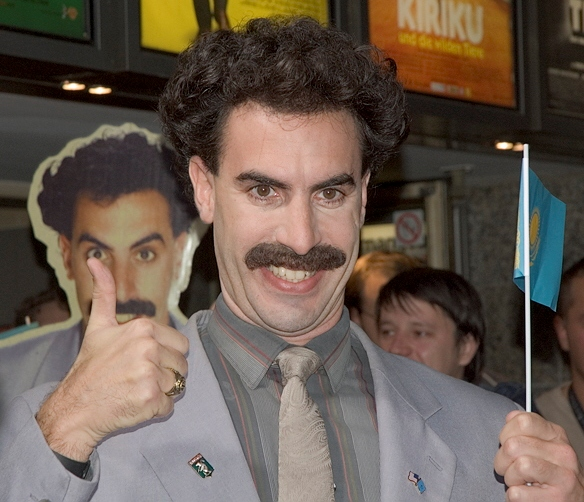
Baron Cohen, představitel Borata, na premiéře v Kolíně nad Rýnem.

- Sacha Baron Cohen jako Borat Sagdijev: Borat je fiktivní novinář a reportér z Kazachstánu, antisemita a anticikanista. Nejraději je doma. Postava je vymyšlena samotným Cohenem pro jeho pořad Ali G in da House, kde se objevoval v každé epizodě.
- Ken Davitan jako Azamat Bagatov: Producent Boratova dokumentu. Davitian byl jako "ten tlustej týpek z Borata" zařazen na druhé místo v příčce "100 nejnepřitahovanějších mužů" v novinách Phoenix.
- Luenell Campbell jako Luenell: prostitutka, kterou Borat zavolal, aby přišla na jižanské jídlo
- Pamela Anderson jako sebe: Pamela Anderson je důvodem Boratova cestování přes celou Ameriku. Vystupuje až na konci filmu, když Boratovi řekne, že nechce žádné kulturní "manželství".

## Fakta o filmu
- Ve filmu nebylo proneseno ani napsáno žádné kazašské slovo, samotný film nemá nic společného s Kazachstánem nebo kazašským národem.
- Borat není kazašské jméno.
- Scény odehrávající se jakoby v Kazachstánu byly ve skutečnosti natočeny v rumunské vesnici jménem Glod.
- Některé postavy, které mluví jakoby kazašsky, ve skutečnosti mluví rumunsky.
- Žena hrající Boratovu manželku, se ve skutečnosti narodila v Kazachstánu, ale emigrovala do Rumunska.
- Na začátku filmu, kde je zobrazena mapa Kazachstánu se sousedními státy, název státu Kazachstán nahrazuje soubor písmen v cyrilici, jenž ve skutečnosti nemá žádný smysl, nicméně sousední státy jsou nazvány pravými jmény a latinkou. Rusko raději zmiňováno není.
- Na konci filmu je zobrazena vlajka Kazachstánu a portrét Nursultana Nazarbajeva, ve skutečnosti je zobrazen portrét prezidenta Ázerbájdžánu Ilhama Alijeva.
- Soused Borata se podle filmu jmenuje Nursultan Tuyakbay, Nursultan je jméno prezidenta Kazachstánu a Tuyakbay je příjmení významného kazašského politika.
- Většina scén ve filmu byla natáčena bez scénáře a většina postav ve filmu nejsou herci (kromě Borata, Azamata, Pamely Anderson, afroamerické prostitutky a Boratovy rodiny).
- Borat ve filmu mluví převážně hebrejsky, jeho kolega Azamat mluví arménštinou. Některé fráze jsou odvozeny ze slovanských jazyků (např.: „Jak še máš!“ tuto frázi používá Borat jako pozdrav, ve skutečnosti je to polské „Jak się masz?“, což znamená „Jak se máš?“)
- Film byl zakázán v Kazachstánu, Rusku a arabských zemích.

## Ocenění a nominace
| Rok  | Ocenění                                       | Kategorie                                                     | Nominovaný                                                                 | Výsledek  |
| ---- | --------------------------------------------- | ------------------------------------------------------------- | -------------------------------------------------------------------------- | --------- |
| 2006 | Alliance of Women Film Journalists EDA Awards | nejlepší zobrazení nahoty nebo sexuality                      |                                                                            | nominace  |
| 2006 | Chicago Film Critics Association Awards       | nejslibnější herec                                            | Sacha Baron Cohen                                                          | vítězství |
| 2006 | Los Angeles Film Critics Association Awards   | nejlepší mužský herecký výkon v hlavní roli                   | Sacha Baron Cohen                                                          | vítězství |
| 2006 | New York Film Critics Circle Awards           | nejlepší mužský herecký výkon v hlavní roli                   | Sacha Baron Cohen                                                          | nominace  |
| 2006 | New York Film Critics Circle Awards           | nejlepší ne-fikční film                                       |                                                                            | nominace  |
| 2006 | Oklahoma Film Critics Circle Awards           | nejlepších deset filmů                                        |                                                                            | vítězství |
| 2006 | San Francisco Film Critics Circle Awards      | nejlepší mužský herecký výkon v hlavní roli                   | Sacha Baron Cohen                                                          | vítězství |
| 2006 | Satellite Awards                              | nejlepší mužský herecký výkon v hlavní roli (komedie/muzikál) | Sacha Baron Cohen                                                          | nominace  |
| 2006 | Toronto Film Critics Association Awards       | nejlepší mužský herecký výkon v hlavní roli                   | Sacha Baron Cohen                                                          | vítězství |
| 2006 | Utah Film Critics Association Awards          | nejlepší mužský herecký výkon v hlavní roli                   | Sacha Baron Cohen                                                          | vítězství |
| 2006 | Women Film Critics Circle Awards              | nejurážlivější mužská postava                                 | Sacha Baron Cohen                                                          | vítězství |
| 2007 | Austin Film Critics Association Awards        | nejlepší film                                                 |                                                                            | 7. místo  |
| 2007 | Ceny amerického filmového institutu           | nejlepší film                                                 |                                                                            | vítězství |
| 2007 | Central Ohio Film Critics Association Awards  | nejlepší film                                                 |                                                                            | 3. místo  |
| 2007 | Central Ohio Film Critics Association Awards  | nejlepší mužský herecký výkon v hlavní roli                   | Sacha Baron Cohen                                                          | nominace  |
| 2007 | Central Ohio Film Critics Association Awards  | objev roku                                                    | Sacha Baron Cohen (za herectví a scénář)                                   | nominace  |
| 2007 | Critics' Choice Movie Awards                  | nejlepší film (komedie)                                       |                                                                            | vítězství |
| 2007 | Filmová cena MTV                              | nejlepší film                                                 |                                                                            | nominace  |
| 2007 | Filmová cena MTV                              | nejlepší souboj                                               | Sacha Baron Cohen a Ken Davitian                                           | nominace  |
| 2007 | Filmová cena MTV                              | nejlepší komediální výkon                                     | Sacha Baron Cohen                                                          | vítězství |
| 2007 | London Critics Circle Film Awards             | nejlepší britský herec                                        | Sacha Baron Cohen                                                          | nominace  |
| 2007 | Online Film & Television Association Awards   | objev roku: muž                                               | Sacha Baron Cohen                                                          | nominace  |
| 2007 | Online Film Critics Society Awards            | nejlepší mužský herecký výkon v hlavní roli                   | Sacha Baron Cohen                                                          | nominace  |
| 2007 | Online Film Critics Society Awards            | objev roku                                                    | Sacha Baron Cohen                                                          | vítězství |
| 2007 | Oscar                                         | nejlepší adaptovaný scénář                                    | Sacha Baron Cohen, Anthony Hines, Peter Baynham, Dan Mazer a Todd Phillips | nominace  |
| 2007 | Teen Choice Awards                            | nejlepší herec (komedie)                                      | Sacha Baron Cohen                                                          | nominace  |
| 2007 | Writers Guild of America Awards               | nejlepší scénář                                               | Sacha Baron Cohen, Anthony Hines, Peter Baynham, Dan Mazer a Todd Phillips | nominace  |
| 2007 | Zlatý globus                                  | nejlepší film (komedie/muzikál)                               |                                                                            | nominace  |
| 2007 | Zlatý globus                                  | nejlepší mužský herecký výkon v hlavní roli (komedie/muzikál) | Sacha Baron Cohen                                                          | vítězství |